# アーヘン工科大学

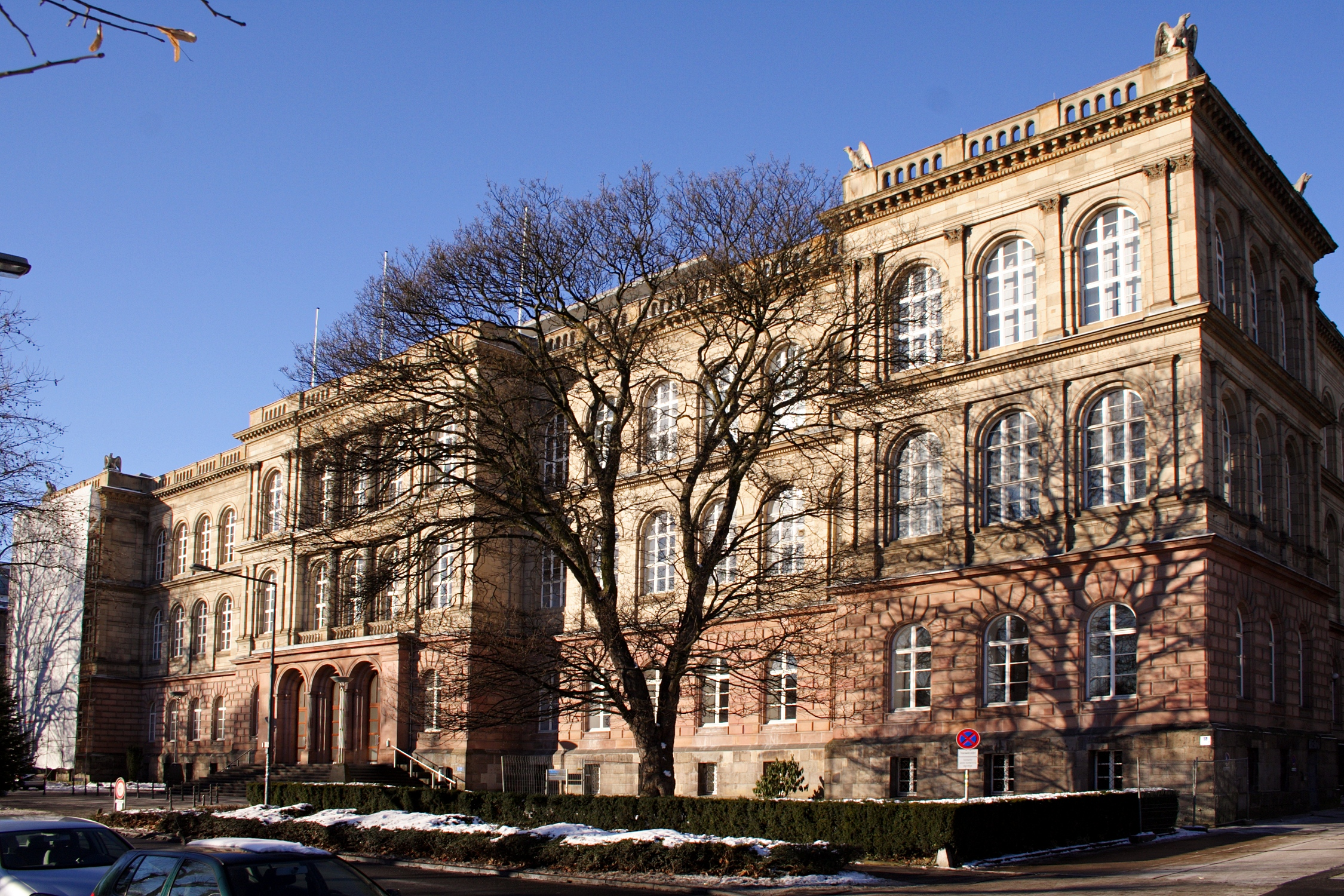
本部ビルディング

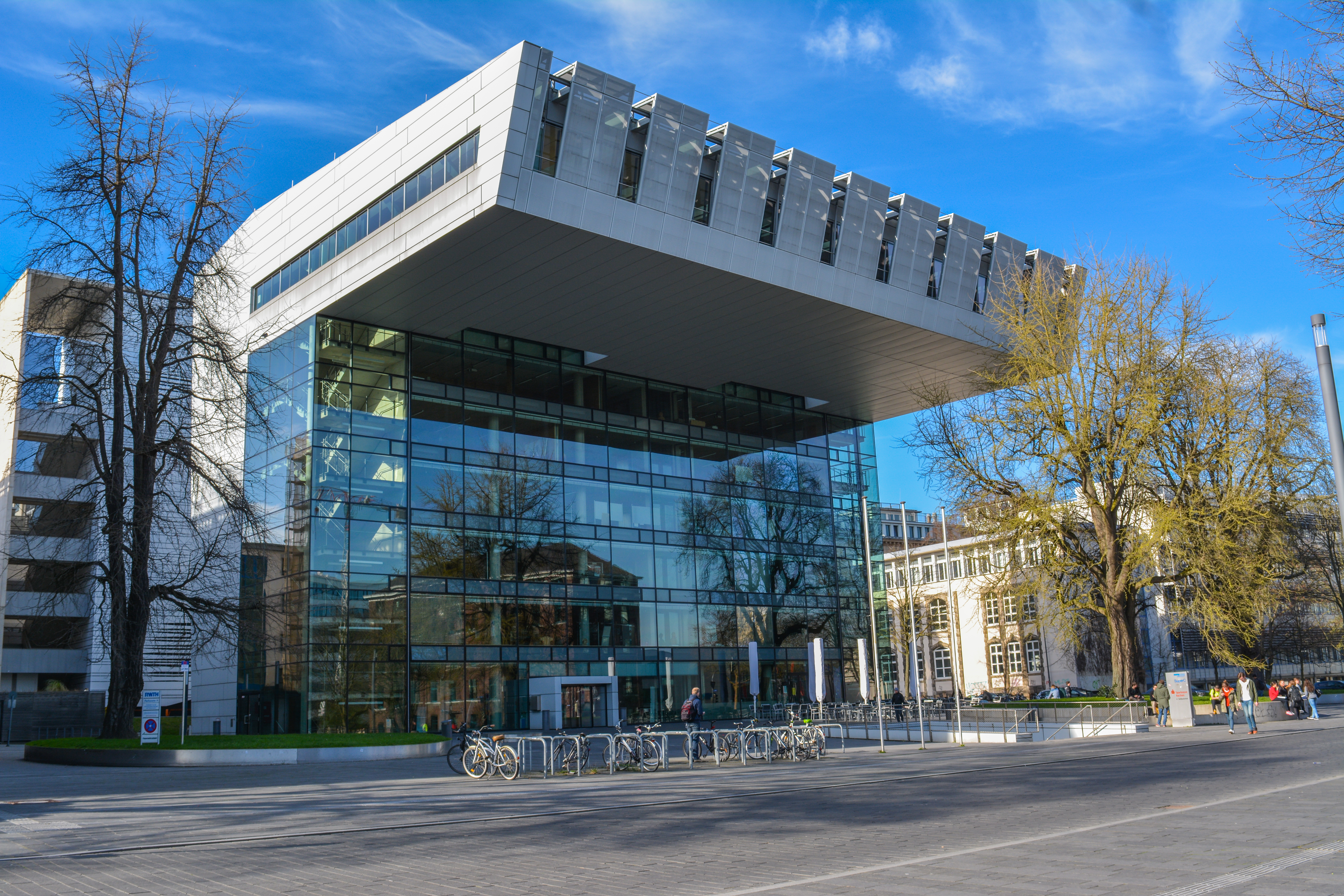
SuperCビルディング

アーヘン工科大学（アーヘンこうかだいがく、独: Rheinisch-Westfälische Technische Hochschule Aachen/RWTH Aachen、英: RWTH Aachen University）は、ドイツのノルトライン＝ヴェストファーレン州アーヘンにある総合工科大学。ノーベル化学賞受賞者を輩出しており、ドイツのエクセレンス・イニシアティブ指定大学および工科大学連合TU9の一校である。THE世界大学ランキング2023において、工学分野で世界32位、総合99位となっており、国内の工科大学では、ミュンヘン工科大学、カールスルーエ工科大学、ベルリン工科大学らと共にトップクラスの名門校である。

## 概要
1858年のプロイセン王国のフリードリヒ3世国王によるプロイセン初の工科大学の設立構想の下、1870年に王立ライン・ヴェストファーレン(RW)アーヘン技術学校（Königlich Rheinisch-Westphälische Polytechnische Schule zu Aachen）が創立された。1880年にRWTHアーヘン工科大学（Rheinisch-Westfälische Technische Hochschule Aachen）ヘ改称し、1899年に博士号も提供する現在の(RWTH)アーヘン工科大学となった。
第二次世界大戦後は、教養・人文・経営系の学部や医学部も設置され、工科大学から総合大学化したが、名称は今でも工科大学を保っている。
2012年時点で、9学部、260研究室、学士・修士130コース、在籍教授496名、学生37,917人の規模を誇る。
アーヘン工科大学はキャンパスに集約された大学ではなく、学舎はアーヘン都心部に分散している他、アーヘン大学病院や一部研究所等はアーヘン西部の郊外部に立地している。

## 学部
- Fak. 1 理学部 (Fakultät für Mathematik, Informatik und Naturwissenschaften)
  - 数学科 (Fachgruppe Mathematik)
  - 情報学科 (Fachgruppe Informatik)
  - 物理学科 (Fachgruppe Physik)
  - 化学科 (Fachgruppe Chemie)
  - 生物学科 (Fachgruppe Biologie)
- Fak. 2 建築学部 (Fakultät für Architektur)
- Fak. 3 土木工学部 (Fakultät für Bauingenieurwesen)
- Fak. 4 機械工学部 (Fakultät für Maschinenwesen)
- Fak. 5 資源材料工学部 (Fakultät für Georessourcen und Materialtechnik)
  - 資源工学科 (Fachgruppe für Rohstoffe und Entsorgungstechnik)
  - 材料工学科 (Fachgruppe für Materialwissenschaft und Werkstofftechnik)
  - 地理学科 (Fachgruppe für Geowissenschaften und Geographie)
- Fak. 6 電気情報工学部 (Fakultät für Elektrotechnik und Informationstechnik)
- Fak. 7 教養学部 (Philosophische Fakultät)
  - 文芸評論学科 (Fachgruppe für Literaturwissenschaft, Sprachwissenschaft, Philosophie)
  - 人文科学科 (Fachgruppe für Gesellschaftswissenschaften)
  - 経験的な人文科学科 (Fachgruppe für empirische Humanwissenschaften)
  - 人間・技術・社会学科 (Fachgruppe Mensch-Technik-Gesellschaft)
- Fak. 8 経営学部 (Fakultät für Wirtschaftswissenschaften)
- Fak. 10 医学部 (Medizinische Fakultät)

## 主な出身者
- ピーター・デバイ：ノーベル化学賞受賞者。
- カールハインツ・カスケ：シーメンス元CEO。
- フランツ・ヨーゼフ・パフゲン：アウディ元CEO。
- ハンス・ハラルドボルト：マックスプランク研究所・プラズマ物理研究所(IPP)元所長。
- ユスフ・ハビビ：インドネシア第3代大統領。
- フランツ・ヨーゼフ・オッホ：Googleチーフアーキテクト。